# Michael O'Donoghue
Michael O'Donoghue (Paris, 5 gennaio 1940 – New York, 8 novembre 1994) è stato uno sceneggiatore, umorista, attore, editore e giornalista statunitense.

## Biografia
Era conosciuto per il suo stile comico nero e tagliente e un caldo umorismo. Fu il maggiore contributore della rivista National Lampoon, nonché una delle prime persone a partecipare al programma americano di culto Saturday Night Live. Nel 1963 ha sposato Janice Bickel, da cui ha divorziato l'anno dopo; dal 1986 fino alla morte è stata sposato con la musicista Cheryl Hardwick.
L'8 novembre 1994, O'Donoghue morì per una emorragia cerebrale all'età di 54 anni, al termine di una lunga storia clinica fatta di quelle che furono diagnosticate come emicranie croniche. La sua morte prematura è stata associata anche alla maledizione di Atuk, una sceneggiatura comica che avrebbe "ucciso" molte delle persone che avrebbero lavorato o si sarebbero detti interessati ad essa. Sebbene si tratti di una leggenda urbana, dopo la morte di personaggi del calibro di John Belushi, Sam Kinison e John Candy il progetto cadde nel dimenticatoio.

## Filmografia
- Manhattan, regia di Woody Allen (1979)
- Mr. Mike's Mondo Video, regia di Michael O'Donoghue (1979)
- Palle d'acciaio (Head Office), regia di Ken Finkleman (1985)
- Wall Street, regia di Oliver Stone (1987)
- Il club dei suicidi (The Suicide Club), regia di James Bruce (1987)
- S.O.S. fantasmi (Scrooged), regia di Richard Donner (1988)

## Doppiatori italiani
- Manlio De Angelis in Palle d'acciaio